# Ion Jacob
Ion Jacob es un deportista rumano que compitió en piragüismo en la modalidad de aguas tranquilas. Ganó una medalla de plata en el Campeonato Mundial de Piragüismo de 1970 y tres medallas de plata en el Campeonato Europeo de Piragüismo de 1969.

## Palmarés internacional
| Campeonato Mundial | Campeonato Mundial     | Campeonato Mundial | Campeonato Mundial |
| Año                | Lugar                  | Medalla            | Evento             |
| ------------------ | ---------------------- | ------------------ | ------------------ |
| 1970               | Copenhague (Dinamarca) | Medalla de plata   | K1 4 × 500 m       |
| Campeonato Europeo |                        |                    |                    |
| Año                | Lugar                  | Medalla            | Evento             |
| 1969               | Moscú (URSS)           | Medalla de plata   | K1 4 × 500 m       |
| 1969               | Moscú (URSS)           | Medalla de plata   | K4 1000 m          |
| 1969               | Moscú (URSS)           | Medalla de plata   | K4 10 000 m        |